# Townsend (Tennessee)
Townsend est une municipalité américaine située dans le comté de Blount au Tennessee.
Selon le recensement de 2010, Townsend compte 448 habitants. La municipalité s'étend sur 2,17 milles carrés (5,62 km2).
Townsend devient une municipalité en 1921, sous l'impulsion de la Little River Railroad and Lumber Company. Elle est l'une des portes d'entrée du parc national des Great Smoky Mountains.